# Barbara osmana
Barbara osmana is een vlinder uit de familie van de bladrollers (Tortricidae). De wetenschappelijke naam van de soort is voor het eerst geldig gepubliceerd in 1952 door Nicholas Sergeyevitch Obraztsov.